# بيتر كولبي
بيتر كولبي (بالألمانية: Peter Kolb)‏ (و. 1675 – 1726 م) هو عالم فلك، ومستكشف من ألمانيا .
توفي في نوياشتات آن در آيش، عن عمر يناهز 51 عاماً.